# Slängpolska
Slängpolska (у множині шведською — slängpolskor; від слова släng — «кидати, жбурляти», спорідненого з англійським to sling) — це традиційний шведський народний танець, а також термін для позначення певних народних мелодій. Назва стосується як характеру музики, так і специфічного стилю виконання танцю.

## Види
Існує два основні різновиди танцю:
1. Стаціонарний танець на місці — для двох або чотирьох учасників, виконується у ритмі, що базується на шістнадцяткових долях. Пари обертаються одна навколо одної, використовуючи різні положення рук (наприклад, з перехрещеними витягнутими руками або в тісному захваті за плечі). Перехід між цими позиціями супроводжується характерними рухами, наприклад, обертанням кожного з учасників на місці з плеском у долоні. Музичний ритм зазвичай має 3/4, але також можуть використовуватись 2/4 або 4/4.
2. Танець із поступальним рухом — пари рухаються проти годинникової стрілки по колу, часто обертаючись навколо власної осі. Швидкий темп і стрибки або підкидання під час танцю створюють ефект «кидка», що й дало назву танцю.

Slängpolska поширена від центральної Швеції (регіон Вермланд) до півночі країни. Характер танцю та музики може сильно варіюватися залежно від місцевої традиції.

## Зв’язок з українською піснею
Мелодія пісні «Пийте, браття, попийте» має історичний зв’язок з шведським танцем slängpolska. Вважається, що вона походить від 126-го псалма «Єгда от Вавилона», покладеного на слова Симеона Полоцького. У 1657 році, під час спільного військового походу українських козаків і шведських військ під Варшаву, цю мелодію, ймовірно, виконували українські козаки.
Після цих подій шведи запозичили мелодію, і вона трансформувалася в частину шведського народного музичного репертуару під назвою Slängpolska, особливо зберігшись у регіоні Смоланд.
В Україні ж мелодія згодом була адаптована як бенкетний кант під назвою «Пийте, браття, попийте» — спочатку в добу гетьмана Мазепи, а пізніше відроджена в сучасності гуртом «Хорея Козацька» та Тарасом Компаніченком. Пісня увійшла до альбомів «Carmina Sarmatica» (2009) та «Тера Козацька», де виконувалася переважно як застільна, але також і як новочасна визвольна пісня.